# Hripavost
Hrípavost ali disfoníja pomeni nejasen, nečist glas. Lahko je posledica vnetja grla (na primer zaradi okužbe zgornjih dihal ali alergije), motnje oživčenja glasilk in ostalih laringealnih mišic ali pa le prekomerne ali neustrezne rabe glasilk (na primer glasno navijanje na športnih dogodkih, glasno govorjenje v hrupnem okolju, dolgotrajno govorjenje brez vmesnih počitkov za glasilke, glasno prepevanje  ali govorjenje s previsokim ali prenizkim glasom). Obstajajo še drugi vzroki. Lahko gre tudi za tako funkcionalno hripavost, kadar v grlu ali na živčnem sistemu ni bolezenskih sprememb, ki bi ovirale normalno tvorbo glasu, temveč gre za  napačen način uporabe glasu in je pogosto psihogenega izvora.
Pri blaženju oziroma odpravi hripavosti praviloma pomagata začasno počivanje glasu ter zdravljenje osnovnega vzroka. Če je vzrok nepravilna oziroma prekomerna raba glasilk, lahko hripavost ublaži tudi uživanje večjih količin vode.

## Vrste hripavosti
Hripavost lahko razdelimo v dve skupini: organsko in funkcionalno. Razlikovanje temelji na vzroku, pri čemer organsko hripavost povzroča določena fiziološka sprememba v sistemu govoril, na primer v anatomiji grla, pri funkcionalni hripavosti pa je vzrok v uporabi glasu, na primer zaradi prekomerne ali nepravilne rabe glasu. Organsko hripavost lahko razdelimo na strukturno (sprememba v sami zgradbi govoril, na primer lezija na glasilkah) ali nevrogeno (motnja v osrednjem ali obkrajnem živčevju). Posebna oblika funkcionalne hripavosti pa je psihogena hripavost, pri kateri ni prepoznan vzrok in je verjetno posledica psiholoških dejavnikov.

## Vzroki
- Organska hripavost
  - laringitis (akutni: virusni, bakterijski; kronični: zaradi kajenja, GERB-a, laringofaringealnega refluksa)
  - novotvorba (predrakava: displazija; rakava: ploščatocelični rak)
  - poškodba (iatrogena: kirurški poseg, intubacija; akcidentna: topa poškodba, prebodnina ali opeklina)
  - endokrini vzrok (hipotiroidizem, hipogonadizem)
  - hematološki vzrok (amiloidoza)
  - iatrogeni vzrok (inhalacije kortikosteroidov)
- Funkcionalna hripavost
  - psihogena
  - hripavost zaradi prekomerne/nepravilne rabe glasu
  - idiopatska